# 南宁市第二十六中学
南宁市第二十六中学是南宁市一所普通完全中学。目前共有两个校区。
民族校区为初中部，占地面积12227平方米，于1985年投入使用，位于南宁市青秀区民族大道58号。五象校区为高中部，占地面积95737平方米，于2012年投入使用，位于南宁市良庆区盘歌路1号。

## 历任校长
- 沈远新（现任）
- 冯青能
- 李小明
- 唐振中
- 胡万鹏
- 古柄构

## 校园建设
2009年11月11日，南宁市发展和改革委员会批复南宁市第二十六中学五象校区工程初步设计，工程设计概算为9886.10万元。
2019年9月6日，南宁市第二十六中学收回五象校区南侧用地，占地面积十余亩。
2019年9月30日，南宁市发展和改革委员会调整工程设计概算为19977.44万元，净增10091.34万元，调增的主要原因是建设用地费增加和深化设计。2021年3月10日，南宁市第二十六中五象校区改扩建工程启动招标，拟扩建的建筑面积为17310平方米，项目总投资约7908.58万元。

## 相关事件
2013年12月3日起，因周边部分工地不按规矩洒水，烟尘弥漫，南宁市第二十六中学五象校区师生们被迫戴口罩上课。12月5日，相关部门向媒体通报称已介入此事，加大了施工现场的监管力度。
2017年9月19日，有网友发博称南宁市第二十六中学五象校区的学生宿舍不准使用窗帘，学生在宿舍内没有隐私，在微博引发热议。
2021年4月23日，南宁市教育局决定南宁市第二十六中学原体育教师蓝禄平和原副校长、原历史教师黄积深因故意犯罪被判处有期徒刑，丧失教师资格，并且不能重新取得教师资格。